# Diocesi di Castel Mediano
La diocesi di Castel Mediano (in latino: Dioecesis Castellomedianitana) è una sede soppressa e sede titolare della Chiesa cattolica.

## Storia
Castel Mediano, nell'odierna Algeria, è un'antica sede episcopale della provincia romana della Mauritania Cesariense.
Unico vescovo conosciuto di questa diocesi africana è Valentino, il cui nome appare all'86º posto nella lista dei vescovi della Mauritania Cesariense convocati a Cartagine dal re vandalo Unerico nel 484; Valentino, come tutti gli altri vescovi cattolici africani, fu condannato all'esilio.
Dal 1933 Castel Mediano è annoverata tra le sedi vescovili titolari della Chiesa cattolica; dal 9 maggio 2012 il vescovo titolare è Roque Costa Souza, vescovo ausiliare di Rio de Janeiro.

## Cronotassi

### Vescovi residenti
- Valentino † (menzionato nel 484)

### Vescovi titolari
- Enrique José Mühn, S.V.D. † (2 agosto 1965 - 21 luglio 1966 deceduto)
- Charles-Edouard Peters, S.M.M. † (17 ottobre 1966 - 20 aprile 1972 nominato vescovo di Jérémie)
- László Irányi, Sch. P. † (20 maggio 1983 - 6 marzo 1987 deceduto)
- Francesco Cacucci (16 aprile 1987 - 8 aprile 1993 nominato arcivescovo di Otranto)
- Santiago Pérez Sánchez, O.F.M.Cap. † (28 maggio 1993 - 2 luglio 1994 deceduto)
- Stefan Regmunt (3 dicembre 1994 - 29 dicembre 2007 nominato vescovo di Zielona Góra-Gorzów)
- Joseph Hii Teck Kwong (25 gennaio 2008 - 24 dicembre 2011 nominato vescovo di Sibu)
- Roque Costa Souza, dal 9 maggio 2012